# Gröcken
Gröcken är en sjö i Hagfors kommun i Värmland och ingår i Göta älvs huvudavrinningsområde. Sjön är 23 meter djup, har en yta på 4,03 kvadratkilometer och är belägen 216,1 meter över havet. Sjön avvattnas av vattendraget Noret (Föskeforsälven). Vid provfiske har bland annat abborre, gädda, lake och mört fångats i sjön.

## Delavrinningsområde
Gröcken ingår i det delavrinningsområde (667701-136339) som SMHI kallar för Utloppet av Gröcken. Medelhöjden är 275 meter över havet och ytan är 31,19 kvadratkilometer. Det finns inga avrinningsområden uppströms utan avrinningsområdet är högsta punkten. Noret (Föskeforsälven) som avvattnar avrinningsområdet har biflödesordning 2, vilket innebär att vattnet flödar genom totalt 2 vattendrag innan det når havet efter 369 kilometer. Avrinningsområdet består mestadels av skog (64 procent) och sankmarker (11 procent). Avrinningsområdet har 4,1 kvadratkilometer vattenytor vilket ger det en sjöprocent på 13,1 procent.

## Fisk
Vid provfiske har följande fisk fångats i sjön:
- Abborre
- Gädda
- Lake
- Mört
- Sik
- Siklöja